# Áreas de governo local da Austrália

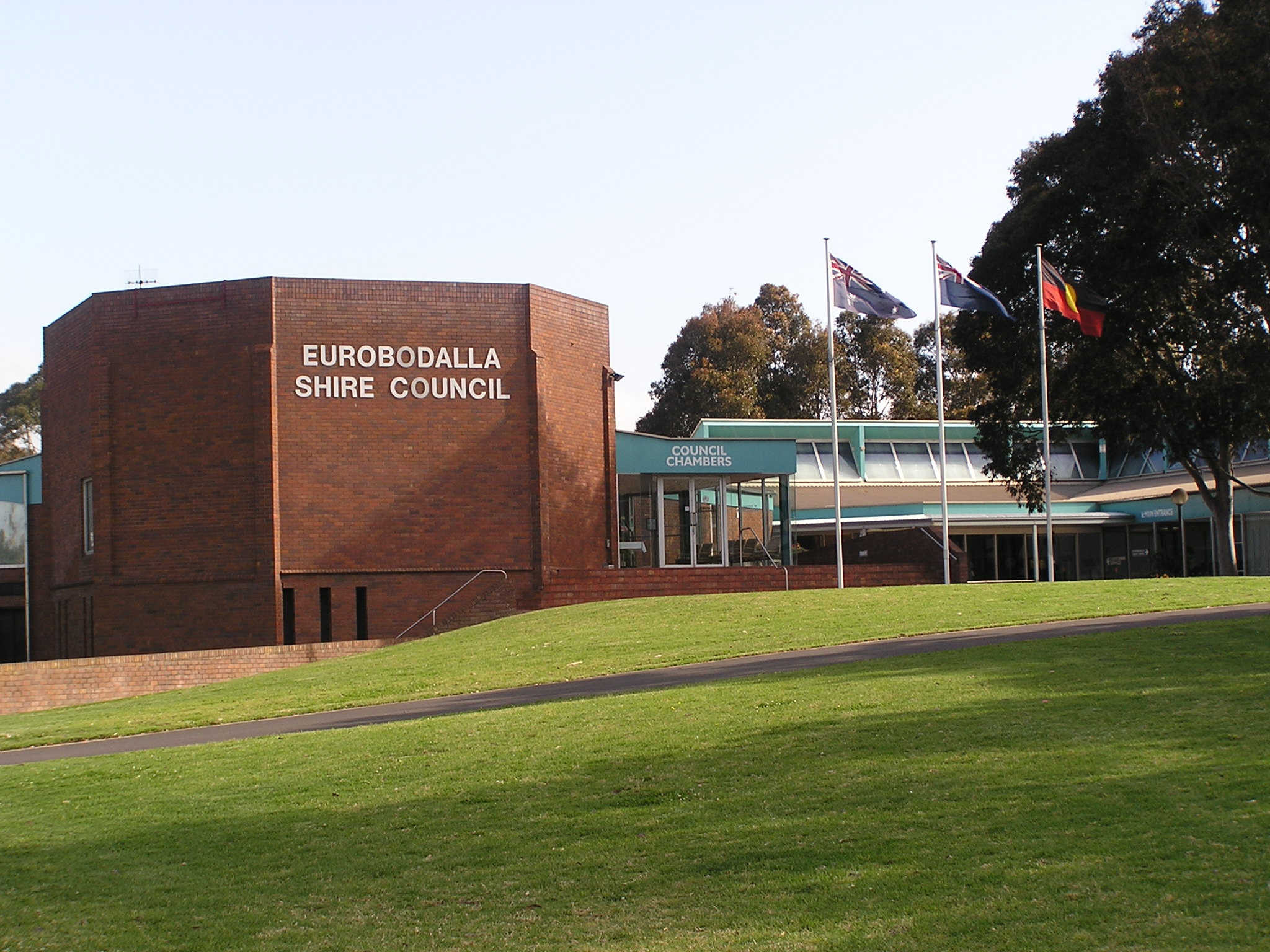
Gabinete do Eurobodalla Shire Council em Moruya (Nova Gales do Sul)

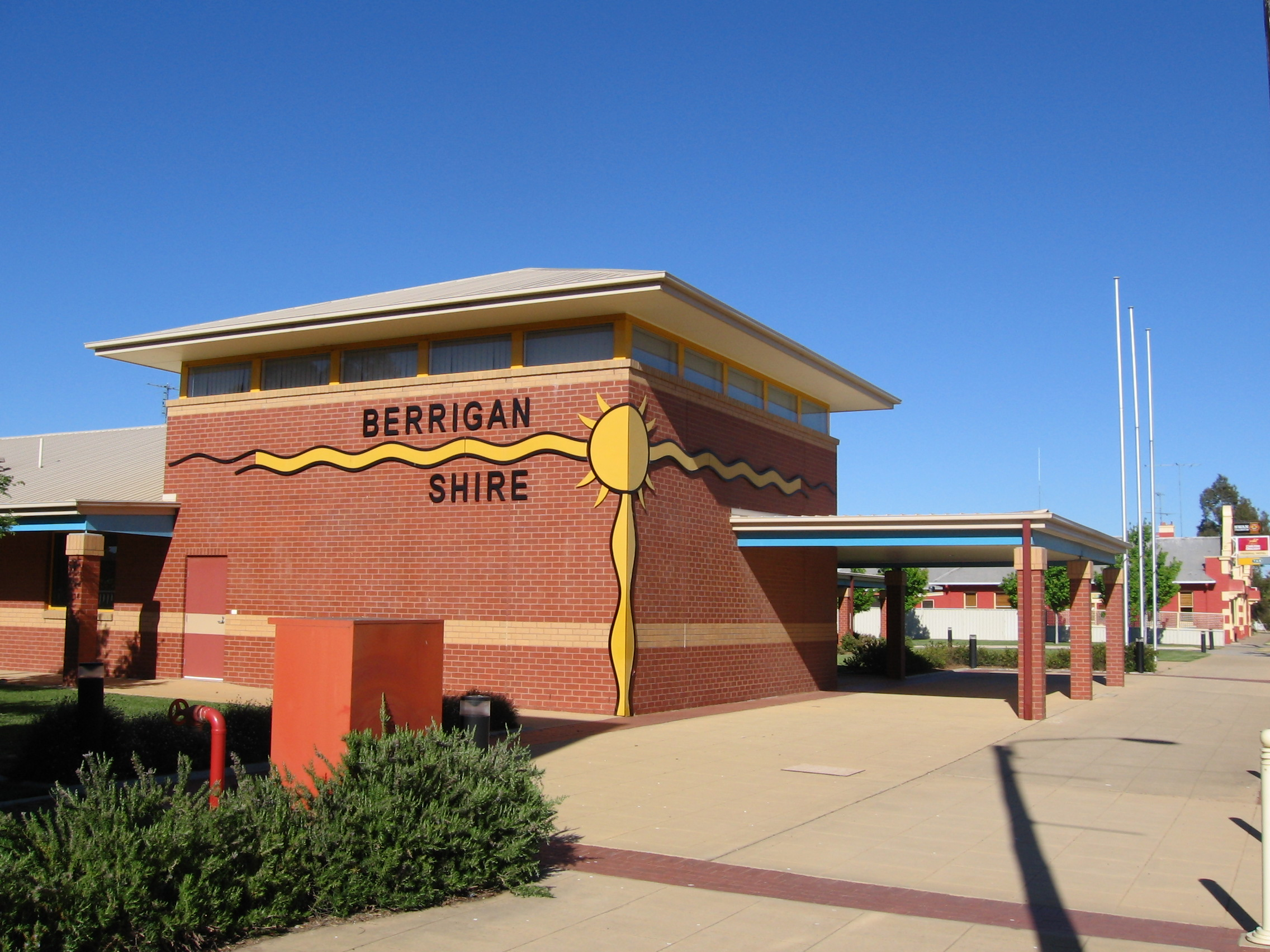
Gabinete da Administração do Berrigan Shire Council na Riverina

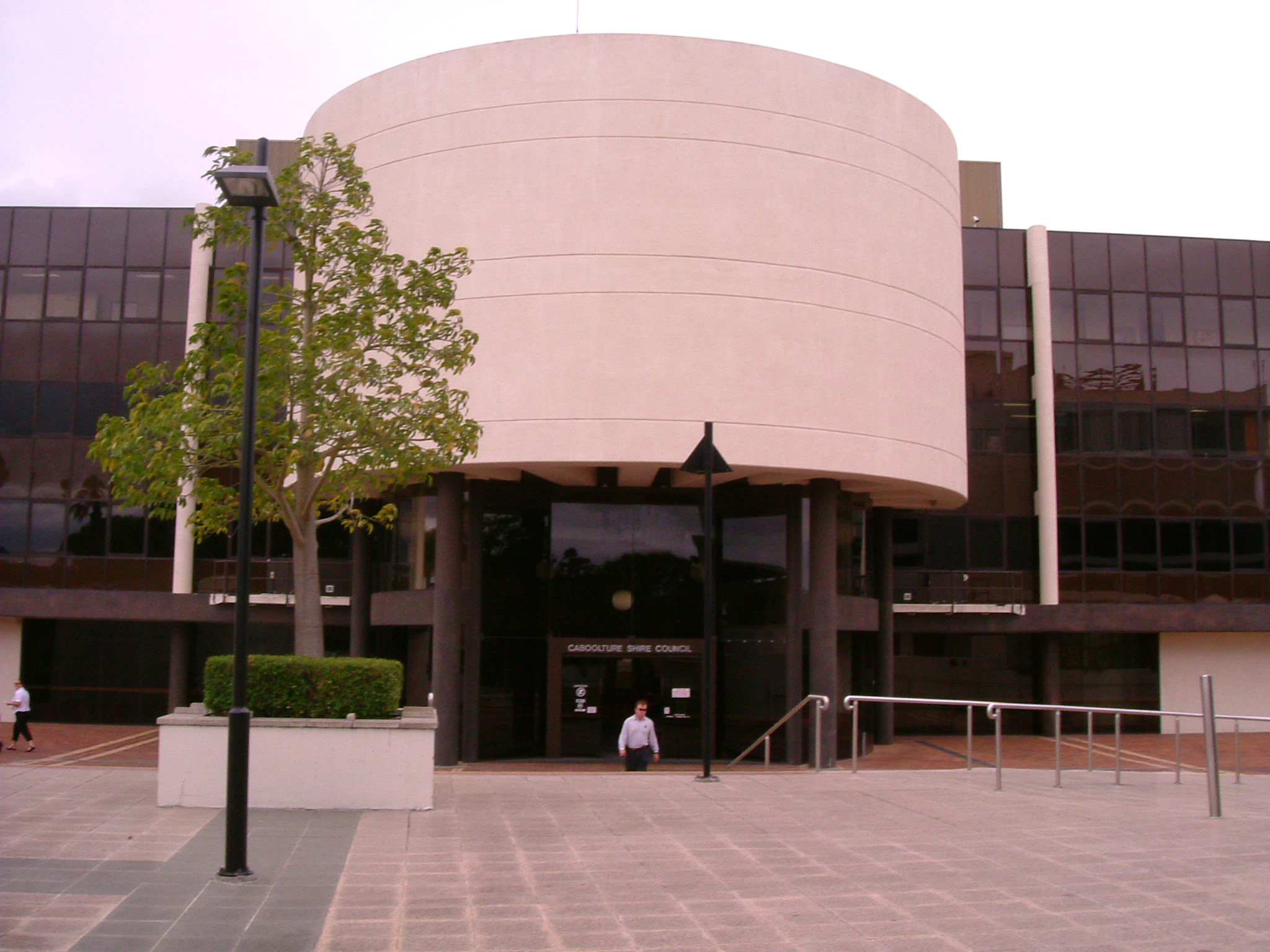
Gabinete do Caboolture Shire Council em Caboolture (Queensland)

Áreas de governo local  (em tradução, abreviação de LGA) é um termo usado na Austrália (e especialmente pelo Australian Bureau of Statistics) para referir-se a áreas controladas por cada Governo Local individual. Os nomes genéricos dos Governos Locais variam de estado para estado; exemplos incluem Borough, cidade, distrito, município, região, cidade rural, condado e vila. Muitas áreas do governo local em Nova Gales do Sul e algumas no Sul da Austrália não possuem um estatuto jurídico, como condado ou município, mas são simplesmente conhecidos como "Áreas", e os seus conselhos simplesmente "Conselhos", por exemplo, Conselho de Burwood em vez de Conselho Municipal de Burwood. Existem atualmente cerca de 700 Áreas de governo local na Austrália.
A criação e delimitação de LGA's é da responsabilidade do Estado e de Governos território. Em todos os estados e o Território do Norte cada área incorporada tem um estatuto oficial.
Outro termo usado, especialmente pelos corpos governamentais das LGA's é G3 pelo terceiro grau de governo na Austrália. Comunidade, Estado e LGA. G3 é muitas vezes são difíceis de se classificar em um local apurado na estrutura do governo australiano, não é mencionado na Constituição da comunidade, nem na maioria das leis constitucionais estaduais. Os Governos dos Estados são responsáveis pela criação a legislação, e ultimamente para supervisão. Entretanto, nos últimos anos, foi visto que os governos do estado vem cada vez mais devolvendo poderes para as LGA's, como em Queensland, onde a LGA recebeu o poder de agir por si só, independentemente da legislação local, em contraste com o sistema anterior de leis.

## Por estado ou território

### Nova Gales do Sul

Mapa das Áreas de governo local em Nova Gales do Sul

Existem 152 LGA's em Nova Gales do Sul, mais a Unincorporated Far West, e a Ilha Lord Howe, que também foi desencorporada, apesar de o governo da Ilha Lord Howe. LGA's podem ser cidades designadas, municípios, regiões ou não ter designação, mas em legislação todas as LGA's são classificadas como Cidades (C) ou Áreas (A) (todos os outros tipos).

### Território do Norte

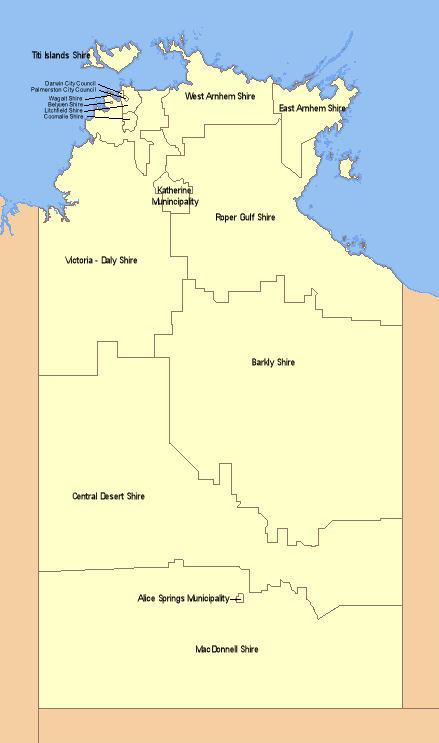
Mapa das Áreas de governo local no Território do Norte

Exstem 17 LGAs no Território do Norte, mais a área não incorporada na região de Darwin e na Austrália Central. LGAs podem ser cidades designadas, municipalidades, regiões ou não ter designação, mas em legislação todas as LGAs são classificadas como Metrópole (C), Cidades (T) e Vilas (S). Existem apenas conselhos que são considerados municípios.

### Queensland

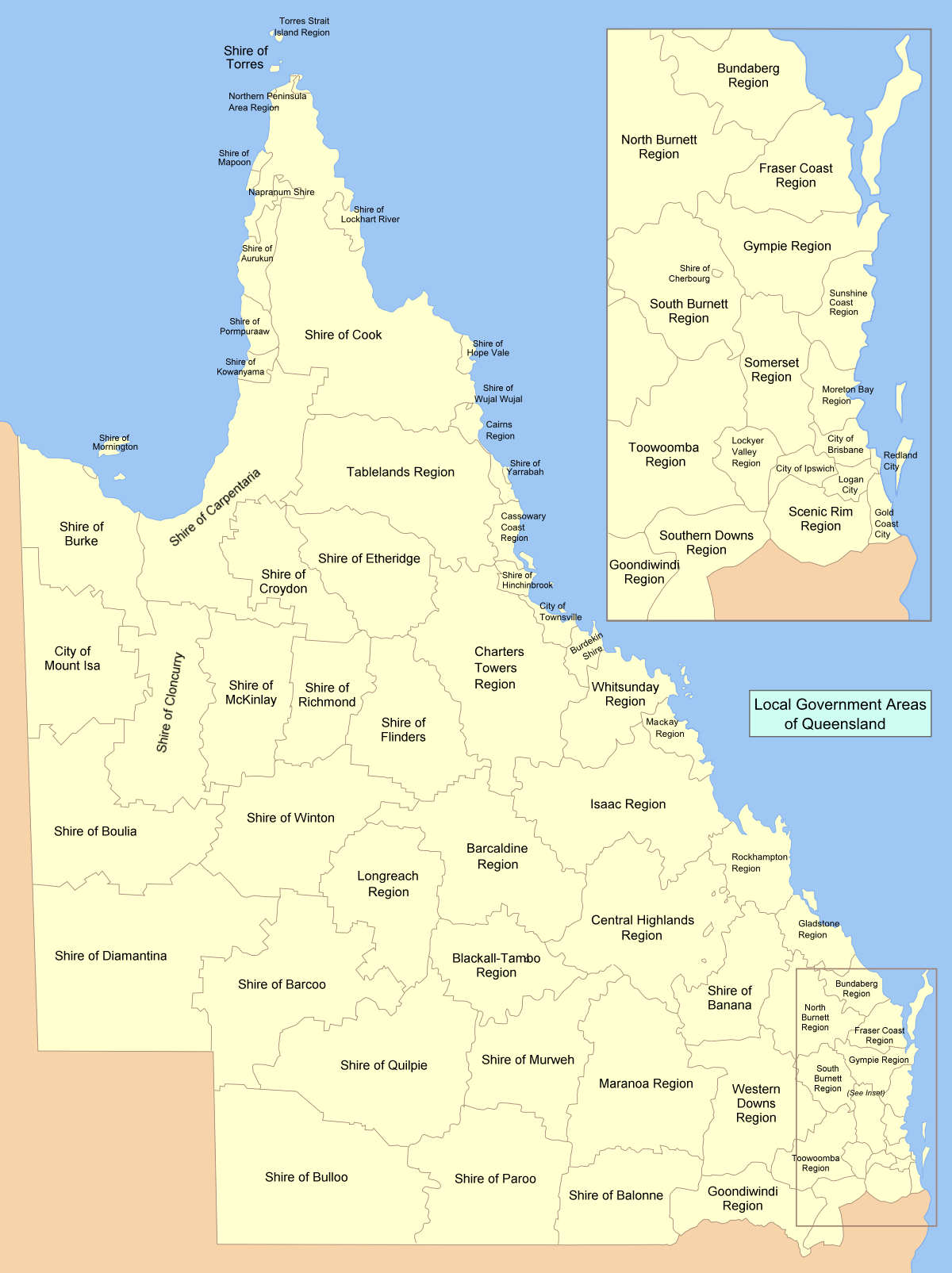
Mapa das Áreas de governo local na Queensland

Existem 73 LGA's em Queensland, incluindo os conselhos aborígenes que tenham pleno Conselho do Condado a partir de Janeiro de 2007. Tipos de estatuto LGA ou classificadores atualmente em uso são: Cities (C), Shires (S), Towns (T) e Island Councils (IC).

### Austrália Meridional

Mapa das Áreas de governo local na Austrália Meridional

Existem 69 LGA's na Austrália Meridional. Os tipos de estatuto LGA ou classificadores atualmente em uso são: Cities (C), Rural Cities (RC), Municipalities/Municipal Councils (M), District Councils (DC), Regional Councils (RegC) e Aboriginal Councils (AC). A autoridade das Áreas Desenvolvimento Comunitário do Outback abrange mais de metade do estado, mas não é em qualquer LGA.

### Tasmânia

Mapa das Áreas de governo local na Tasmânia

Existem 29 LGA's na Tasmânia. Tipos de estatuto LGA ou classificadores atualmente em uso são: Cities (C) e Municipalities (M).

### Vitória

Mapa das Áreas de governo local em Vitória

Existem 79 áreas de governo local em Vitória, com tipos de estatuto LGA ou classificadores atualmente em uso são: Cities (C), Rural Cities (RC), Boroughs (B) e Shires (S). Existe apenas um município (o único na Austrália), o Borough, de Queenscliffe.

### Austrália Ocidental

Mapa das Áreas de governo local na Austrália Ocidental

Existem 144 LGA's na Austrália Ocidental, que incluem a Ilha Christmas e as Ilhas Cocos. Tipos de estatuto LGA ou classificadores atualmente em uso são: Cities (C), Towns (T) e Shires (S).

### Outros territórios
O Território da Capital Australiana, Território da Baía Jervis e os territórios externos não têm Áreas de Governo Local distinto do seu território governo.